# 랑비앙흰배쥐
랑비앙흰배쥐(Niviventer langbianis)는 쥐과에 속하는 설치류의 일종이다. 인도와 라오스, 미얀마, 태국, 베트남에서 발견된다.